# Melica smithii
Melica smithii là một loài thực vật có hoa trong họ Hòa thảo. Loài này được (Porter) Vasey mô tả khoa học đầu tiên năm 1888.